# Gunvor Bjerre
Gunvor Bjerre-Christensen (født 27. februar 1942) er en dansk journalist, skuespillerinde og forfatter. Hun er bedst kendt for at have arbejdet med forskelligt børne-tv, hvor hun for eksempel var dansk fortæller i tv-serien Pippi Langstrømpe og andre film baseret på Astrids Lindgrens bøger. Bjerre arbejdede i en årrække som journalist for DR, før hun forlod sin arbejdsplads i 2002.
Gunvor Bjerre har skrevet forskellige sange til børneprogrammerne Legestue og Kaj og Andrea. Hun har også skrevet flere børnebøger og musicals. DR udgav i 1974 en sangbog kaldet Legestuens Sangbog, hvor flere af Bjerres sange optræder. Endvidere har hun også indlæst flere lydbøger.
Bjerre var dukkefører i serien Sørøver Sally (1969-1970) og julekalenderen Noget om nisser (1972). Hun var i 1980'erne vært på tv-programmet Mellem Himmel og Jord sammen med Michael Wikke. I 1983 medvirkede Gunvor Bjerre i børnefilmen Lus og i 2008 var hun manuskriptforfatter i kortfilmen På flugt. Samme år udkom hendes dokumentarfilm Sidste kapitel - om aldringens vilkår.